# 胡公满
胡公满，或稱陳胡公，是西周至春秋時代諸侯國陳國的開國君主。媯ㄍㄨㄟ 姓，名滿，因封地名为陳氏，在西周所得的諡號胡公。胡公滿為舜帝的後代。舜傳位給禹之後，其子商均封在虞（今河南省禹縣）這個地方，但是後代傳承情況不詳。直到武王克殷以後，周朝尋找舜的後代，因而找到虞阏父的儿子胡公满。封他在陳（今河南省淮陽区）這個地方，建立了「陳國」。以祭祀舜帝。在位期間為前1045年－前986年，在位共59年。
胡公满是胡姓、陈姓、田姓、孙姓和袁姓的始祖。
王莽稱帝時，追尊陈满為陈胡王，廟號统祖。
號稱統祖大帝 ，在道教尊稱為大悲大願大聖大慈潁川陳氏舜天統祖大帝 

## 家庭
- 妻子：大姬（周武王之长女）

### 子女
- 長子：陳申公
- 次子：陳相公

## 陈胡公墓
陈胡公墓又名胡公铁墓，墓地位于周口市淮阳县城东南龙湖西侧的陈胡公陵园里，据史料记载，陈胡公墓用铁铸成，建在水下，即陈胡公墓原本处于沼泽中央，后来新加坡著名企业家陈永和捐资填平了沼泽，修建了现在的陈胡公陵园，陈胡公墓重修落成典礼于1995年10月15日举行，墓地直径20米。该地每年都会受到许多后人的祭拜。

## 陈胡公纪念堂
筹建中的纪念堂位于福建省福州市动车南站广场东面。

## 影视形象
- 2019年上映的电视剧《龙族的后裔》中，胡公满由陈月末飾演。